# (25216) Enricobernardi
(25216) Enricobernardi est un astéroïde de la ceinture principale.

## Description
(25216) Enricobernardi est un astéroïde de la ceinture principale. Il fut découvert le 10 octobre 1998 à l'observatoire Pleiade par Flavio Castellani et Ivano Dal Prete. Il présente une orbite caractérisée par un demi-grand axe de 2,58 UA, une excentricité de 0,18 et une inclinaison de 13,1° par rapport à l'écliptique.

## Compléments